# The Sultan's Wife
The Sultan's Wife é um filme de comédia mudo produzido nos Estados Unidos, dirigido por Clarence G. Badger e lançado em 1917.